# Circondario di Nola
Il circondario di Nola era una divisione amministrativa della provincia di Terra di Lavoro.

## Storia
Il circondario di Nola venne soppresso nel 1926 e il territorio assegnato al circondario di Caserta. L'anno successivo, con il riordino delle circoscrizioni provinciali italiane, il territorio dell'ex circondario sarebbe stato assegnato alla provincia di Napoli.

## Suddivisione
Nel 1863, la composizione del circondario era la seguente:
- mandamento I di Acerra
  - comune di Acerra
- mandamento II di Cicciano
  - comuni di Camposano; Cicciano; Cumignano e Gallo di Nola; Roccarainola; Tufino
- mandamento III di Marigliano
  - comuni di Brusciano; Castello di Cisterna; Mariglianella; Marigliano; San Vitagliano; Scisciano
- mandamento IV di Nola
  - comuni di Casamarciano; Cimitile; Nola; Visciano
- mandamento V di Palma Campania
  - comuni di Carbonara di Nola; Palma Campania; San Gennaro; Striano
- mandamento VI di Saviano
  - comuni di Liveri; San Paolo Bel Sito; Sant'Erasmo; Saviano; Sirico[5]